# Forex

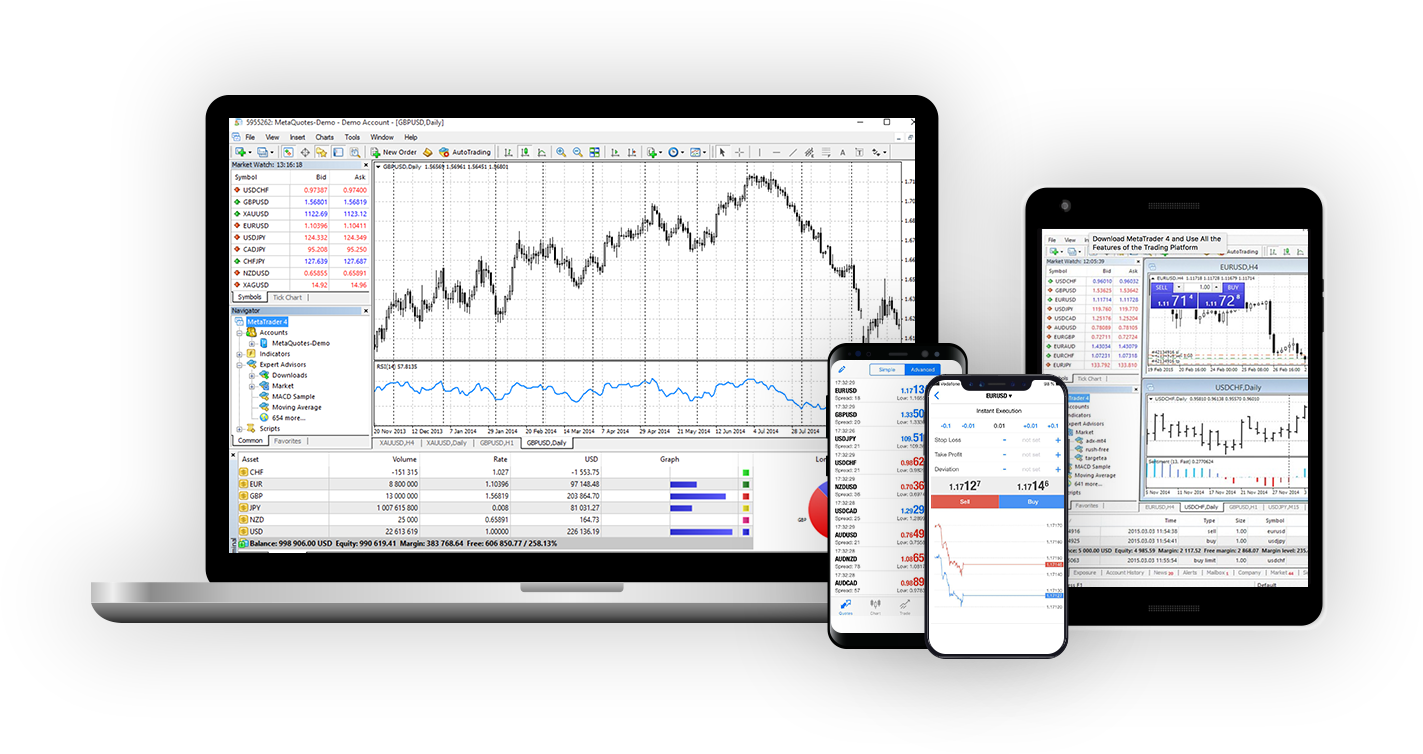
Forex

Forex je zkratka pro Foreign Exchange (anglicky směna cizích měn). Forex je ale též známý pod názvy Forex Trading, Currency Trading, Foreign Exchange Market (devizový trh) nebo zkráceně FX. Je to mezinárodní obchodní systém pro směnu základních a vedlejších měnových párů, tedy devizový trh, jehož střední kurzy se považují za oficiální světové kurzy. Na tomto trhu směňují jeho účastníci (banky, pojišťovny, fondy aj.) aktiva v různých měnách a deriváty na aktiva v jiných měnách. Je to nejlikvidnější trh na světě. Protože objemy denně realizovaných transakcí na něm dosahují hodnoty v průměru 5,1 biliónů amerických dolarů, je to i největší světový finanční trh.

## Účel vstupu investorů na Forex
Většina investorů na Forex vstupuje za účelem spekulace, nakupují a prodávají měny s cílem dosáhnout zisku. Princip je přitom stejný jako na jiných (akciových) trzích. Investor může buď očekávat vzestup kurzu, nebo jeho pokles. V prvním případě se snaží levně nakoupit, aby mohl dráž prodat, v druhém případě draze prodat, aby mohl posléze levněji nakoupit.
Ceny měn na Forexu, tedy celosvětově, jsou ovlivněny především relativní silou ekonomik, jejich inflacemi a úrokovými mírami. V největším objemu se na Forexu obchoduje s americkým dolarem, eurem, britskou librou, japonským jenem, kanadským dolarem, švýcarským frankem, novozélandským dolarem a australským dolarem.
Mechanismus obchodování je podobný jako např. u akcií, tedy za asistence čekajících obchodníků, brokerů, v roli tvůrců trhu, se zveřejněnými kotacemi na nabídkové nebo poptávkové straně, případně na obou. Protože Forex nemá žádnou centrální burzovní knihu, musí obě strany po dohodě podmínek svou transakci ke skutečnému zobchodování ještě potvrdit. Specifikem Forexu je možnost obchodovat 24 hodin denně, 5 dní v týdnu, kromě víkendů. Finančními centry jsou především Londýn, New York, Tokio a Hongkong.

## Historie
Forex představuje poměrně mladý trh, který se od svého vzniku v roce 1971 dostal na denní obrat přesahující 5,3 bilionů dolarů. S měnami či jinými komoditami se však obchodovalo takřka odnepaměti. Měny se nejspíš poprvé začaly směňovat již od vyrobení první mince v 7 st. před n. l. v Lýdii. Cesta k mezinárodnímu devizovému trhu, tedy bezhotovostnímu, ale byla ještě dlouhá. Překážky zde byly zejména technické. K jeho pevnému ustanovení tedy přispělo až zdokonalení počítačů a vynález internetu.
Teprve v roce 1971 se podařilo zabezpečit první Forexovou síť, skrze kterou mohly s měnami obchodovat centrální banky, komerční banky, investiční instituce a další velké instituce. Tehdy vznikl první Forex trh. Tento trh byl ale ještě nevhodný ke spekulacím. Byl omezen Brettonwoodským měnovým systémem, podle kterého musela každá země udržovat fluktuaci své měny v rozmezí jednoho procenta kolem pari hodnoty vyjádřené v amerických dolarech. Systém byl schválen v okrese Bretton Woods v New Hampshire v USA v roce 1945. V roce 1971 však dolarové zásoby v zahraničí vzrostly natolik, že převyšovaly americké zlaté rezervy. Důvěra v americký dolar klesla, přičemž důvěra v jiné měny vzrostla. Velké instituce více věřily švýcarskému franku nebo západoněmecké marce. Celý systém pevných směnných kurzů se ukázal jako neudržitelný.
V březnu roku 1973 se rozhodla tento systém většina zemí opustit a začal se formovat forexový trh v podobě, jak jej známe dnes. Velká Británie a Švýcarsko byly prvními státy, které přešly na pohyblivý (floating) kurz svých měn vůči dolaru.
I další rozvoj je spojen s vývojem technologií, které ještě v roce 2000 neumožňovaly, aby byl retailový obchodník připojen k obchodní platformě a viděl online cenu. Obchody stále probíhaly telefonicky nebo písemně a obchodní terminály byly přístupny pouze velkým společnostem. Až s rozšířením internetu a rozvojem programů v letech 2000 až 2005 se dostala obchodní platforma i k drobným obchodníkům.
Svůj nemalý podíl na tom měla také uvolněná regulace. Dříve se obchodovalo pouze s loty, což je 100 tisíc jednotek jedné měny, nejčastěji amerického dolaru. To se změnilo. Mohlo se obchodovat s menšími objemy -MiniLoty, MikroLoty- s pomocí Efektu: -Finanční páky- místo obchodu s 1.Lotem si obchodník za drobný poplatek daný Lot může zapůjčit. Trh se tím stal dostupný i pro drobné obchodníky.

## Výhody i nevýhody finanční páky
Finanční páka umožnila vstup na trh nejen drobným obchodníkům, ale přinesla také možnost mnohem vyšších zisků (a rizik). Umožnila investovat mnohem víc, než byla hodnota účtu investora. Investor tak může obchodovat s kapitálem např. i 100krát větším. S možností astronomických zisků přichází ale i možnost astronomických ztrát.
Pokud například investor prodá EUR/CZK bez páky, přičemž jeho investice byla 1 mikrolot (1000 Kč) a česká koruna ztratila svoji hodnotu o jednu korunu, vydělá 1 000 Kč. V případě, že ve stejné situaci použije páku 1:100, získá za stejné investované peníze 1 lot a vydělá stokrát víc, tedy 100 000 Kč. Funguje to ale i opačně. Pokud česká koruna o jednu korunu posílí, prodělá 100 000 Kč. V případě investice 1000 Kč bude v minusu 99 000 Kč.
U některých brokerů je možné získat páku i 1:500, ale podle nařízení Evropského orgánu pro cenné papíry a trhy (ESMA), které začalo platit 1. srpna 2018, musí všichni evropští licencovaní brokeři nabízet páku o velikosti maximálně 1:30 pro retailové obchodníky. Od tohoto data nesmí brokeři také nabízet bonusy ke vkladům. Vytvářejí dojem většího objemu peněz a vybízí k riskování zdánlivě „bez rizika“, ačkoliv investor bonus obvykle získá až po uskutečnění obchodu o určitém objemu.
Pokud investor používá k investicím finanční páku, je po něm požadován tzv. margin, což je jistina, kterou musí složit nejčastěji u svého brokera, aby ten byl kryt proti úvěrovému riziku, které je s půjčkou lotu spojené. Pokud pak investor hodně tratí, může broker uskutečnit margin call, vyzvání k doplnění prostředků na osobní účet. Pokud k doplnění nedojde nebo je ztráta příliš vysoká, obchod se sám uzavře. Je to ochrana ještě před větším zadlužením. Páka tedy dokáže odměnit i potrestat.

### Chyby spojené s finanční pákou
Podstatné při obchodu s finanční pákou je uvědomit si, že investice nemá velikost zálohy, ale jednoho lotu. Z neuvědomění plynou časté chyby investorů, např. snaha realizovat taktiku „kup a drž“, přičemž s kapitálem jednoho tisíce Kč nelze dlouhodobě držet investici o velikosti jednoho lotu. Riziko spojené s pákou tedy obvykle vede k tomu, že drobní investoři buď inklinují k vybírání malých zisků, nebo k držení velkých otevřených ztrát. Z důvodu rizik spojených s velkou finanční pákou se v mnoha případech o investicích na Forexu mluví spíše jako o ruletě, i nepatrné rozdíly, často neodhadnutelné, mohou znamenat tisícové ztráty či zisky.
Ačkoliv rozvoj online obchodování a pokles minimálního vkladu umožnil obchodovat téměř komukoliv, investovat by měl vždy pouze poučený investor u prověřeného brokera, ten by měl mít licenci a kladné recenze. Před obchodováním na Forexu je proto vhodné se věnovat dostatečné přípravě. K tomu slouží plně funkční demoúčty, vzdělávací materiály nebo bezplatné semináře pro veřejnost.

## Forex strategie
Cílem obchodování na Forexu je realizace zisku z rozdílu mezi nákupní a prodejní cenou. Základem pro stanovení strategie obchodování na Forexu je fundamentální analýza a technická analýza, dlouhodobé sledování makroekonomických ukazatelů a souvisejících událostí, mj.:
- Hospodářská situace sledované země
- Prohlášení vlády, státních představitelů a centrální banky
- Tisková prohlášení významných podniků a rozhovory s managery firem
- Ekonomické a finanční správy

- Vývoj kurzů sledovaných měn

Forex trader (obchodník) by měl disponovat určitými schopnostmi a dovednostmi:
- Schopnost anticipovat budoucí vývoj
- Schopnost rozhodovat bez emocí a vnějších vlivů
- Schopnost rozlišovat důležité

Pomocí statistických programů na zpracování historických dat a jejich prezentaci ve formě technických ukazatelů je schopen Forex obchodník předpovídat budoucí směr vývoje kurzů (např. Bollingerovo pásmo). V součinnosti vlastní intuice a zkušenosti, informací z analýz vzniká strategie pro obchodování na Forexu. Obchodníci zpravidla uzavírají své prognózy na pohyb kurzů na několik dní dopředu (krátkodobé prognózování). Dlouhodobá strategie nemusí korespondovat se stanovenými předpoklady, dlouhodobé prognózy bývají méně spolehlivé. Výhodou obchodování v dlouhodobém horizontu je však diverzifikace rizika, kdy obchodník sází na dlouhodobě nastavený trend, nikoli krátkodobý výkyv ceny.
Základní forex strategie:
- Spekulace na růst ceny - investor nakupuje aktivum s předpokladem růstu jeho ceny (býk). Pozice se otevírá příkazem "koupit".
- Spekulace na pokles ceny - investor prodává aktivum s předpokladem poklesu jeho ceny (medvěd). Investor si aktivum nejprve "půjčuje", obratem ho prodá, jakmile cena poklesne jej opět koupí a vrátí zpět. Rozdíl v ceně tvoří jeho výnos z obchodování.
- Koupit a držet - investor nakoupí aktivum s úmyslem jej držet v řádech několika let a pak jej prodat.
- Poziční obchodování - investor identifikuje trend a následně vstupuje do pozice s vidinou pokračování trendu v jeho prospěch.
- Denní obchodování - investor drží pozici v horizontu jednoho dne. Při obchodování se využívá technických indikátorů.
- Minutové obchodování (scalping) - investor drží pozice ve velmi krátkém období, zpravidla v řádu několika minut. Tento druh strategie se označuje jako velmi rizikový.

Faktory určující zisk obchodníka:
- Četnost příznivých situací
- Objem a rychlost vzestupu a pádů cen
- Výše vkladu
- Úroveň rizika

Hledání profit prostřednictvím krátkodobých spekulativních činností je negativním chováním s ohledem na náboženskou morálku.

## Forex demo účet
Někteří online Forex brokeři umožňují svým klientům obchodování "na zkoušku" zdarma s virtuálními penězi, kde si obchodníci mohou sami vyzkoušet, jak probíhá reálné obchodování na Forexu. Obchodování je stejné jako v reálu, odezvy v provádění příkazů, technická podpora i samotná platforma jsou identické. Forex demo účet je vhodný pro pochopení obchodování a vyzkoušení různých strategií. Pro používání demo účtu stačí vyplnit formulář na webu brokera a stáhnout příslušnou aplikaci (software).

## Forex live / real účet
Reálný obchodní účet obnáší již obchodování s reálnými prostředky, které na obchodní účet můžete vložit obvykle prostřednictvím bankovního převodu, případně kreditní či debetní kartou. Reálný obchodní účet již plně odpovídá reálným tržním podmínkám, je přímo napojený na živý data feed a zadané obchody jsou v případě ECN / STP brokerů odesílány přímo poskytovatelům likvidity a v případě market maker brokerů pak klientské obchodní příkazy realizuje přímo samotný broker. Před začátkem obchodování na reálném účtu byste měli vždy získat dostatek zkušeností a vzdělání, protože reálné obchodování zahrnuje značné riziko, zejména pokud nebudete dodržovat správný risk management.

## Výhody obchodování na Forexu
- Relativně vysoký výnos - nevýhodou je spekulativní povaha obchodování na Forexu, kde vysoké výnosy střídají relativně vysoké ztráty. Obchodování na Forexu je spíše spekulativní povahy s vidinou rychlého zisku.
- Spekulace na vzestup i pokles ceny - specifikum Forexu, kdy obchodníci mohou realizovat zisk jak při vzestupu ceny aktiva, tak i při jejím poklesu (záleží na typu uzavřeného obchodu).
- Nepřetržitý provoz - Forex je jediným finančním trhem (kromě kryptoměn) na světě, kde je možné obchodovat nonstop (24/5/365), ve všech časových pásmech, kromě víkendů.
- Obchodování online - Forex nemá žádné obchodní centrum, obchoduje se pouze online přes software nainstalovaný na PC nebo mobilním zařízení. K obchodování na Forexových trzích se často využívají "roboti"-odborne: AOS.systémy- -Forexový robot není fyzický stroj, ale software, který zaznamenává všechny změny na trhu a na jejich základě tvoří pokyny pro nákup nebo prodej finančních párů.